# Зелінський Роман Федорович
Роман Федорович Зелінський (1935—2013) — радянський композитор, музикознавець, фольклорист, Заслужений діяч мистецтв Республіки Карелія (1997), Заслужений діяч мистецтв України (1999).

## Життєпис
1953 року вступив до Київського танкотехнічного училища імені С. К. Тимошенко, яке закінчив з відзнакою у 1956 році. З 1962 по 1967 рік навчався у Львівській державній консерваторії ім. М. В. Лисенка за класом Станіслава Людкевича. 
З 1971 року працював в Уфимському інституті мистецтв. Член Спілки композиторів Карельської АРСР з 1973 року. У 1975 році закінчив аспірантуру при Ленінградському державному інституті театру, музики та кінематографії.
З 1980 року викладав у Петрозаводській консерваторії ім. О. К. Глазунова на кафедрі теорії музики та композиції, з 1997 року — професор кафедри музики фінно-угорських народів. 1977 року захистив кандидатську дисертацію на тему «Композиційні закономірності башкирських програмних інструментальних кюїв», 2006 року захистив докторську дисертацію на тему «Башкирська народна інструментальна музика (проблеми формування традиційного стилю)».

### Педагогічна діяльність
Під час роботи у Петрозаводській консерваторії Роман Зелінський читав лекції з поліфонії, музичної форми, музичної акустики. У його класі за спеціальністю були написані та захищені дипломні роботи з музичних культур фінно-угорських народів: карелів, фінів, вепсів, комі, естонців, марі, мордви, удмуртів, ханти та мансі, а також самодійських народів — саамів та ненців.

### Громадська позиція
Роман Зелінський брав участь на Першому Конгресі українців Карелії в квітні 2007 року, де виступив з доповіддю «Роль українців в розвитку музичної культури Північно-Західного регіону Росії». Також особисто брав участь в ювілейних вечорах українських дитячих колективів «Земелюшка» та «Українські ластівки», а також щорічно — в Днях української культури. Був співорганізатором та учасником вечора пам'яті вГригорія Сковороди, що проходив у Національній бібліотеці Карелії. На слова великого філософа та поета були виконані романси у виконанні професора Державної консерваторії імені Глазунова Віктора Калікіна.

## Твори
Симфонічні
- Симфонія № 1 (1967);
- Симфонія № 2 (1970);
- Симфонія № 3 «Симфонічна повість про Вейнямейнена» (1983);
- Сюїта для струнного оркестру та чотири духових (1968);

Вокально-симфонічні
- «Заговор Лоухи», кантата для змішаного хору та симфонічного оркестру на слова 42 руни карело-фінського епосу Калевала (1984, Ленінград, 1988);
- «Калевала», рунічна ораторія для читця, змішаного хору та симфонічного оркестру на слова карело-фінського епосу «Калевала» (1990)

Для хору
- Варіації на тему із «Калевальської пісні» Золтана Кодая для змішаного хору a capella (1984);
- Поема «Речка Лососинка» на слова карельського поета Р. Такала для змішаного хору a capella (1987);
- «Весна», поема для змішаного хору a capella на сл. Ялмарі Віртанена (1988)
- Гімн «Карелія ти мати Україна» змішаного хору a capella (2004)

Камерно-інструментальні твори
- Обробка для фортепіано башкирського народного награшу «Кара-юрга» («Вороний іноходець», 1974)
- Соната № 1 для фортепіано
- Секстет для дерев'яних духових, валторни та віолончелі «12 скороминущ» (1965)
- Соната для фортепіано (1966)
- Струнний квартет № 1 (1969)
- Струнний квартет № 2 (1983)
- Переклад для флейти української народної пісні «Ой, не посвітити місяць» (2004)
- Пассакалля для скрипки (у другій редакції — для флейти) та фортепіано (2010)

Камерно-вокальні цикли
- Цикл із 4 романсів «Біле та чорне» на вірші Мустая Каріма для високого голосу та фортепіано (1973)
- Цикл із 5 романсів «Вірші про прекрасну Даму» для низького голосу та фортепіано на слова Олександра Блока (1981)
- Цикл із 6 романсів «Кольорова музика» Тайсто Сумманена для низького голосу та фортепіано (1991)
- Цикл із 4 романсів «Избяные песни» на вірші Миколи Клюєва для низького голосу та фортепіано, (1995). Редакція 2002
- «Сад Божественних пісень» для низького голосу та фортепіано на слова Григорія Сковороди (1998)
- Цикл із 4 романсів «Гори, гори, моя зірка» для низького голосу та фортепіано на слова Михайла Лермонтова (1999)
- Цикл із 5 романсів «Коли з коханим обірветься зв'язок» для високого голосу та фортепіано на сл. Тетни Бернштам (2000)
- Цикл із 5 романсів «Прийди до мене, Пленіра» для низького голосу та фортепіано на слова Григорія Державіна (2003)
- «Український зошит» на слова Тараса Шевченка, Лесі Українки, Павла Грабовського (1969—2004)
- «Погорельщина» для низького голосу та фортепіано на слова Миколи Клюєва (2005)

Нотні транскрипції башкирських народних пісень та награшів:
- Нотний переклад 40 башкирських народних награшів південно-східних башкир, 1975
- Нотний переклад 60 народних пісень західних башкир, 1977

## Наукові праці
- Взаимосвязь между технико-акустическими особенностями курая и формообразованием в башкирских инструментальных кюях (1974)
- О формообразовании «протяженных» звуков в башкирском инструментальном фольклоре (1976)
- О программности в башкирской народной инструментальной музыке (1977)
- Формы современных башкирских программных кюев (1978)
- Об истоках башкирских народных наигрышей, связанных с образами птиц (1979)
- Культ медведя в «Калевале» и карельском музыкальном фольклоре (1986)
- Символика в башкирской народной инструментальной музыке (1997)
- Башкирский курай // Народные музыкальные инструменты и инструментальная музыка. Т. II. М.: Советский композитор, — С.127 — 136. (1988)
- Башкирская народная инструментальная музыка: инструментарий, жанровая классификация и формы исполнительства (1988)
- Обзор опубликованных нотаций башкирской народной музы (1980)
- Башкирское народное музыкальное искусство. Инструментальная музыка. Уфа: Изд-во «Гилем». (2003)
- Башкирская народная инструментальная традиция как музыкальный и духовный феномен (2005)
- Об интонационной природе микроформ в башкирском инструментальном мелосе // Музыкальная Академия, № 3, С.143 — 146. (2005)
- Песенные формы северных карел

## Книги
- Карельские песни Калевальского края. — Петрозаводск, 2008
- Башкирская народная инструментальная музыка. — Уфа, 2003